# Melanagromyza burgessi
Melanagromyza burgessi este o specie de muște din genul Melanagromyza, familia Agromyzidae. A fost descrisă pentru prima dată de Malloch în anul 1913. Conform Catalogue of Life specia Melanagromyza burgessi nu are subspecii cunoscute.